# Липецкий съезд
Липецкий съезд народников — собрание представителей революционных кружков в июне 1879 года в городе Липецке.

## Созыв съезда
К лету 1879 года в организации «Земля и воля» возникли серьёзные разногласия относительно путей дальнейшей революционной деятельности. Часть народников (Г. В. Плеханов, М. Р. Попов и другие) считала, что необходимо продолжать пропагандистскую работу в деревне. Другие (А. Д. Михайлов, Н. А. Морозов, А. А. Квятковский и другие) разочаровались в «хождении в народ» и настаивали на необходимости политической борьбы с использованием террористических методов. Сторонники этих взглядов образовали тайную террористическую организацию «Свобода или смерть!»
Для разрешения конфликта между фракциями «Земли и воли» и выработки новой программы действий было решено собрать летом 1879 года большой съезд народников. Местом съезда был выбран Воронеж. Однако сторонники террористических методов решили перед воронежским съездом тайно собраться в Липецке, чтобы предварительно обсудить программные документы и план действий на воронежском съезде. Липецк был выбран за его близость к Воронежу. Кроме того, приезжие здесь не привлекали к себе особенного внимания среди многочисленных посетителей Липецкого курорта.

## Работа съезда

Памятник народовольцам в Нижнем парке Липецка

Заседания съезда проходили в течение трех дней (15-17 июня) в пригородном лесу под видом пикника, а также во время катания на лодках по реке Воронеж и Петровскому пруду. Участники съезжались на нескольких лодках в водоёмах вдалеке от берега, сцепляли лодки между собой, ставили их на якорь и обсуждали свои дела. Со стороны это выглядело, как увеселительная прогулка, а главное: такой способ собрания гарантировал его участникам то, что никто посторонний не мог подслушать их разговоры.
В съезде участвовали 11 человек: шесть делегатов представляли петербургский кружок «Земли и воли» (А. Д. Михайлов, А. А. Квятковский, Л. А. Тихомиров, Н. А. Морозов, А. И. Баранников, М. Н. Ошанина (единственная женщина из делегатов), четверо (А. И. Желябов, Н. Н. Колодкевич, Г. Д. Гольденберг, М. Ф. Фроленко) — южнорусские кружки, а один (С. Г. Ширяев) — представлял организацию «Свобода или смерть!».
Основной задачей предполагалось дополнение старой землевольческой программы принципом политической борьбы. Участники съезда приняли необходимость применения террора, хотя и расходились в понимании его места среди других форм борьбы.
Делегаты съезда объявили себя Исполнительным комитетом социально-революционной партии и фактически стали в дальнейшем ядром «Народной воли».
Съезд принял устав новой организации, избрал распорядительную комиссию (А. Д. Михайлов, М. Ф. Фроленко и Л. А. Тихомиров) и редакцию газеты (Н. А. Морозов и Л. А. Тихомиров).
Тексты документов, принятых на Липецком съезде, не сохранились, и об их содержании можно судить лишь по мемуарам участников и материалам судебных и следственных дел.